# Parafia Objawienia Pańskiego w Brenniku
Parafia Objawienia Pańskiego w Brenniku – parafia rzymskokatolicka w dekanacie Złotoryja, w diecezji legnickiej.